# 黃大奎
黄大奎（生卒年不详），甘肃礼县縣東北平泉里（今永坪乡平泉黄家村）人，清朝将领，武探花。
祖父黃建德為太學生；父黃齊賢，武生出身，樂善好施。黃大奎共有兄弟八人。道光三年（1823年）癸未科武殿试，黄大奎高居一甲第三名，賜武進士及第，授二等侍卫，清门行走。曾跟隨御駕前往盛京。後外任廣西提標後營遊擊，以母老乞終養，歸返故里。卒於家中。
礼县黄家村至今仍有黄大奎的故居什物遗存。